# Искусство удовольствий. История сексуальности. Том II
«Использование удовольствий. История сексуальности. Т. 2» (фр. L’usage des plaisirs. L’Histoire de la sexualité) — второй том четырёхтомного исследования французского историка и философа Мишеля Фуко, посвященное проявлению сексуальности в западном мире. Во втором томе Фуко рассматривает роль секса в греческой и римской древности. Фуко ставит перед собой цель изучить понятие «сексуальности» в греческой культуре и провести теоретический и практический анализ. Изучая использование удовольствий в греческом мире, автор анализирует 4 основных типа стилизации полового поведения в греческой культуре: в диететике — в отношении тела; в экономике — в отношении брака; в эротике — в отношении юношей; в философии — в отношении истины.

## Содержание книги

### Глава 1. Моральная проблематизация удовольствий
При рассмотрении вопроса «сексуальности» в греческом понимании автор опирается на три понятия, которые часто упоминаются в рассуждениях на тему половой морали:
- aphrodisia — понятие, с помощью которого можно определить этическую субстанцию;
- chrēsis — понятие, позволяющее определить тип подчинения для определения моральной ценности;
- enkateia — «власть над собой», для конституирования себя в качестве морального субъекта.

На примере Августина в «Исповеди» Фуко объясняет, что aphrodisia — это акты, движения, касания, доставляющие удовольствия определённой формы. Рассматривая тему сексуальности, Фуко обращается к произведению Платона «Филебе», в котором он объясняет, что желание может существовать только в душе, «поскольку если тело находится во власти нужды, то именно душа может с помощью воспоминания сделать желаемую вещь присутствующей и, как следствие, возбудить epithumia».
Термин chrēsis определяет способ, с помощью которого человек осуществляет свою половую активность, определяет условия, в соответствии с которыми совершает половые акты и контролирует их.
Автор считает, что необходимо обозначить три стратегических аспекта для обозначения использования удовольствий: стратегия потребности, стратегия момента и стратегия статуса. В качестве примера одной из такой стратегии Фуко приводит скандальное поведение Диогена, который в случае потребности, вызванной половым влечением, удовлетворял себя в общественном месте на глазах у всех, поскольку приравнивал половое удовлетворение к таким же естественным желаниям, как и есть, поэтому любил «всем заниматься на виду у всех, будь то еда или любовь».
Термин enkateia в классической эпохе использовался для обозначения формы отношения к себе, которая необходима для морали удовольствий. Такие мыслители, как Ксенофонт и Платон, интерпретируют данное понятие как воздержанность, которая является одной из основных добродетелей. Так, enkateia означает напряженность, сдержанность над своими удовольствиями и желаниями.
Фуко пишет, что вести себя морально, сдерживая свои желания, «можно только заняв по отношению к удовольствиям позицию единоборства». Необходимо представить себя противником во время поединка, чтобы обуздать свои дикие желания, которые завлекают душой во время сна.
Таким образом, автор приходит к выводу, что все три составляющие: желание, ведущее к акту, акт, связанный с удовольствием, и удовольствие, возбуждающее желание, образуют понятие полового поведения.

### Глава 2. Диететика
Во второй главе автор раскрывает цель моральной рефлексии в греческой культуре, которая заключается в стилизации свободы, осуществляемая «свободным» человеком.
Греки не причисляли половое удовольствие к числу стигматов грехопадения. Однако греческие врачи были обеспокоены здоровьем и половой активностью и развили целую отдельную область, которая посвящена опасностям половой практики. В область диететики входит «все, что следует практиковать с правильной мерой». С помощью данной области знания врачи составляли определенный режим человеку с учетом таких элементов жизни человека, как физическая подготовка, пол, возраст и корректировали систему питания, режим сна, комплекс физических упражнений и даже параметры правильного сна, которые влияют на его качество: например, тип кровати или ее жесткость.
Большое значение греки отводят понятию умеренности как на физическом, так и на моральном уровне. Так, они устанавливали для себя многочисленные запреты не только в отношении питания, но и подвергали критике любые злоупотребления в отношении физических упражнений и половой жизни.
Далее Фуко указывает на положительные результаты соблюдения режима, обращаясь к Сократу. Сократ считает, что гимнастика оказывает благотворное влияние там, где меньше всего этого от нее ожидают, а именно на ход мыслей и формирование моральной твердости. Таким образом, цель поддержания режима заключается в избегании крайностей.
Автор рассматривает режим aphrosia, который сам по себе не несет ничего плохого, но при этом требует проявления определенного беспокойства.
Первая группа рисков относится к последствиям полового акта для тела индивида. Согласно Пифагору «aphrosia можно уступать зимой, но нельзя уступать летом; менее опасны они весной и осенью, опасны же во всякую пору для здоровья и нехороши».
Основание второй группы рисков — забота о потомстве. Платон в «Законах» подчеркивает, что необходимо принять все меры предосторожности в интересах родителей и всего полиса.
Во-первых, супруги должны проявить внимание во время первого полового акта после заключения брака. Во-вторых, супруги должны соблюдать меры предосторожности каждый день на протяжении всего брака, ибо «в какую ночь — или день — будет с помощью бога зачат ребенок». В случае несоблюдения мер предосторожности все это отразится в душе и теле ребенка.

### Глава 3. Экономика
В следующей главе автор рассматривает проблемные формы половых отношений между мужем и женой в греческой мысли. В качестве объяснения греческой мысли о половых отношениях Фуко приводит судебную речь «Против Неэры»: «Гетер мы заводим ради наслаждения, наложниц — ради ежедневных телесных надобностей, тогда как жен мы берем ради того, чтобы иметь от них законных детей, а также чтобы иметь в доме верного стража своего имущества».
Разбирая данную проблему, автор сравнивает христианскую и греческую модель должного полового поведения. Главное отличие исходит из моногамного обязательства, задача которого состоит не в сладострастии, а в деторождении.
Далее Фуко рассматривает семейный и гражданский статус жены и мужа. Часть обязательств жены является супружеская половая практика и верность мужу, в то время как муж должен соблюдать по отношению к жене только определенные обязательства. К таким, например, относятся половой акт с женой не менее трех раз в месяц и уважение жены. В общем и в целом, муж имеет единственный запрет — вступать в другой брак. Муж в браке может посещать проституток, иметь связь с другой женщиной, а также быть любовником юноши. Это объясняется тем, что в греческой культуре брак не предполагает принципа двойной половой монополии, который заключается в обоюдной верности супругов.
Что касается организации дома в греческой культуре, Фуко приводит «Домострой» Ксенофонта, который содержит набор рекомендаций, как следует управлять домом и землей. Речь идет об узкой группе земельных собственников, которым полагается поддерживать и приумножать семейное достояние для передачи его своему потомству.
Ведение семейного достояния предполагало заниматься своим хозяйством так, чтобы это было полезно в первую очередь для самого хозяина, поскольку ведение хозяйства представляло собой физический труд, способствовало благочестию и благоприятствовало дружеским отношениям, давая возможность проявить щедрость.
Суть искусства ведения экономики раскрывается в том, что жена — хозяйка дома оказывается главным действующим лицом в ведении и управлении дома. Ксенофонт утверждает, что «если женщина — хорошая ученица в хозяйстве, она имеет одинаковое значение с мужем для хорошего домоводства; при таком порядке средства входят в дом благодаря деятельности мужа, а расходуется большая их часть по распоряжению жены».

### Глава 4. Эротика
В четвертой главе Фуко утверждает, что использование удовольствий для юношей в греческой культуре вызывало беспокойство. Несмотря на парадоксальность распространенного мнения о гомосексуальности среди греков, на самом деле истинное представление о гомосексуальности слабо подходит для характеристики системы ограничений, столь отличных от наших.
Греческая мысль разделяет человека воздержанного и властвующего над самим собой от человека, предающегося удовольствиям.
Для греков быть нравственно распущенным — быть неспособным устоять ни перед женщинами, ни перед юношами. Чтобы продемонстрировать умеренность, указывали, что человек способен воздерживаться как от юношей, так и от женщин.
Понятия бисексуальности греки характеризуют в качестве свободы выбора, которую они предоставили себе в отношении обоих полов. Греки объясняют своё влечение как к женщине, так и к мужчине тем, что «природа вложила в сердце мужчины вожделение ко всем тем, кто прекрасен, каков бы ни был при этом их пол».
Что касается понятия толерантности и нетолерантности, то здесь все довольно неоднозначно. С одной стороны, любовь к юношам была свободной в том смысле, что она находила свое разрешение в законах, допускалась общественным мнением, поддерживалась в рамках социальных институтов (военный и педагогический) и, наконец, была наделена высокой культурной ценностью вследствие множества литературных текстов, в которых описывались ее достоинства.
Однако, с другой стороны, такая свобода граничила с распутством и возможностью запятнать свою репутацию, которая выражалась в презрении к слишком доступным и корыстным юношам и осуждении женоподобных мужчин.

### Глава 5. Истинная любовь
В последней главе речь пойдет о греческой рефлексии касательно любви к юношам. Данный вопрос стал основой установления связи между использованием удовольствий и доступом к истине. Любовь к юношам греки четко разделяют с понятием эротики, ставившей вопросы о подобающем поведении юноши и его поклонника.
К вопросу о разграничении любви телесной и душевной Фуко обращается к труду Ксенофонта. Ксенофонт характеризует телесную любовь как низшую, в то время как любовь души истинную и пытается обрести в дружбе, поскольку любая связь должна строиться на основе дружбы. Истинная любовь та, где кроме красоты тела, души, необходимого образования, смелого, свободного и мужественного характера присутствует уважение к партнеру. Именно уважение к любимому в том, что он есть на самом деле, должно было задавать собственную форму и собственный стиль сдержанности.

## История создания
Цель интеллектуальных поисков XX века состоит в попытке по-новому проанализировать проблемы методологии сознания. Фуко предпринимает такую попытку в последние годы своей жизни и анализирует проблемы субъективации. Так, Фуко отмечает, что задача истории мысли состоит в «определении условий, в рамках которых человеческое существо „проблематизирует“ то, что оно есть, то, что оно делает, и мир, в котором оно живет».
Изначально текст «Использования удовольствий и техники себя» («Usage des plaisirs et techniques de soi») появился в № 27 журнала Le Debat в ноябре 1983 года, то есть за несколько месяцев до выхода самой книги. При этом различия между двумя текстами немногочисленны и несущественны.
Исследование «История сексуальности» — последняя работа Фуко, которую следует рассматривать в контексте более ранних его работ.
В феврале 2018 года вышел четвертый незаконченный том «Истории сексуальности» Фуко — «Признание плоти». Незаконченная книга была издана журналом Gallimard, несмотря на тот факт, что сам Мишель был против посмертных публикаций. В Los Angeles Review of Books американский философ Джозеф Танке пишет о книге и обо всем проекте Фуко.

## Роль в контексте, влияние на общество
Научное исследование Мишеля Фуко внесло большой вклад в развитие культурологии XX века. Его идеи во многом повлияли на представление о сущности современного человека. В основе методологии Фуко лежит концепция дискурсивного анализа. По мнению П. Е. Кириллова в трехтомном исследовании «История сексуальности» Фуко применил методологический прием, который дает возможность обозначить не только природу, но и трансформацию фактов и явлений в исторической ретроспективе.
Как историк Фуко увидел основную задачу исследования, во-первых, в переосмыслении традиционного представления об истории как эволюционном процессе и, во-вторых, объяснении природы современной западноевропейской цивилизации.
Кроме того, как отмечает Ирицян Г. Э., Фуко основал ряд концепций, на которых основываются различные гуманитарные науки. В своем трехтомном исследовании М. Фуко использует богатый материал, анализируя произведения античных авторов, которые посвящены моделям сексуального поведения. При этом Ирицян Г. Э. считает, что именно в обращении к античной конкретике, иррационалистическом начале и биологизме прослеживаются взгляды Ф. Ницше.
Впервые книга была переведена в 1984 году издательством Éditions Gallimard, в год смерти Мишеля Фуко.

## Критика, противоречия
По мнению Поль Вена Мишель Фуко — совершенный историк и называл его первым законченным позитивистом-историографом, которому удалось провести научную революцию.
Философ и культуролог М. Рыклин писал, что Фуко — один из самых влиятельных философов XX века:
Если бы понадобилось назвать самую влиятельную философскую концепцию последних двадцати лет в области современной философии, мой ответ не был бы оригинален: это генеалогия (или микрофизика) власти Мишеля Фуко…Рыклин Михаил Кузьмич 
Несмотря на большой вклад в развитие гуманитарных наук и всемирное признание Фуко критикуют и не соглашаются с его исследованиями и выводами. В постструктуралистской феминистской литературе сексуальность интерпретировалась в качестве результата исторически определенных отношений власти, в рамках которых женский опыт «контролируется посредством определенных, культурно детерминированных образов женской сексуальности».
Феминистские теоретики критически оценивают исследование Фуко, утверждая, что мораль относится только к мужчинам, к тем, у кого есть относительная свобода, а не к женщинам, на которых наложены ограничения и запреты и которые появляются в ней лишь в качестве объектов наслаждения. Так, американский феминистский теоретик Тереза Лауретис утверждает, что
Сексуальность в произведении Фуко конструируется не как гендерно определенная (имеющая мужскую и женскую формы), а просто как мужская. Даже тогда, когда сексуальность пребывает… в женском теле, она предстает как свойство или достояние мужчиныТереза Лауретис 